# Einar Kruse
Einar Kruse, född 1881, död 1960, var en svensk affärsman och under många år ekonomiansvarig för Sveriges Kommunistiska Parti.

## Biografi
Kruse var under 1920-talet aktiv inom i Sveriges kommunistiska parti. År 1929 splittrades partiet i de kominterntrogna "Sillénarna" och de stalinistkritiska "Kilbomarna" (senare Socialistiska partiet), där Kruse enligt redaktionen för Folkets Dagblad Politiken uteslöts. Han kom att medverka till att tillgångar från partiet säkrades till Sillén-falangen, och var från utbrytningen 1929 fram till slutet av 1950-talet ansvarig för partiets finanser.
Kruse blev 1929 direktör för Naftasyndikatet som bedrev försäljning av rysk olja. Bolaget verkade fram till 1937 och gav enligt boken Naftasyndikat ekonomiskt stöd till den svenska vänstern men agerade också täckmantel åt spionverksamhet i Sverige. Bolaget såldes 1937 och blev Gulf, och Kruse blev därefter ekonomidirektör i SKP fram till sin pensionering 1958.